# 日本国憲法第5章
日本国憲法 第5章（にほんこくけんぽう だい5しょう）は、日本国憲法の章の1つ。「内閣」の章名で、日本の内閣について規定している。第65条から第75条までの11条からなる。

## 構成
- 第65条 行政権
- 第66条 内閣の組織、文民資格、国会に対する連帯責任
- 第67条 内閣総理大臣の指名、衆議院の優越
- 第68条 国務大臣の任免及び罷免
- 第69条 内閣不信任決議の効果
- 第70条 内閣総理大臣の欠缺・新国会の召集と内閣の総辞職
- 第71条 総辞職後の内閣
- 第72条 内閣総理大臣の職務
- 第73条 内閣の職務
- 第74条 法律・政令の署名
- 第75条 国務大臣の特典